# A-2077
La A-2077 es una carretera de la provincia de Cádiz anteriormente denominada  CA-6041 , une la A-491 en Costa Ballena (Rota) con Sanlúcar de Barrameda.

## CA-604
Antiguamente, la A-2077 era la porción de carretera que pasaba de Chipiona a Rota. Luego había otra parte que iba desde Rota a El Puerto Sta. Mª. Entre ambas hay una carretera de enlace, por lo que se designa al conjunto de A-491.
- Datos: Q5653212